# Église Saint-Julien de Chauriat
Pour les articles homonymes, voir Église Saint-Julien.
L'église Saint-Julien est une église de style roman auvergnat située à Chauriat dans le département français du Puy-de-Dôme en région Auvergne-Rhône-Alpes.

## Historique
L'église Saint-Julien est une ancienne église prieurale qui dépendait de l'ordre clunisien par sa donation en 1016 (par l'évêque de Clermont, Etienne et son frère Robert, comte d'Auvergne) avec les autres églises de Chauriat au prieuré de Sauxillanges. Elle est bâtie au cours du XIIe siècle et achevée en 1201. 

## Protection
L'église fait l'objet d'un classement au titre des monuments historiques depuis 1840 : elle fait partie de la première liste de monuments historiques français, la liste des monuments historiques protégés en 1840, qui comptait 1 034 monuments.

## Architecture

### Introduction
L'église Saint-Julien de Chauriat fait partie des églises romanes de Basse-Auvergne caractérisées généralement par un clocher octogonal, un massif barlong, un chevet à déambulatoire, des chapelles rayonnantes, des absidioles adossées aux bras du transept ainsi que des décors spécifiques.
Mais, au contraire des cinq églises majeures de type complet (Notre-Dame-du-Port, Issoire, Orcival, Saint-Nectaire et Saint-Saturnin), elle a perdu lors des tremblements de terre du XVe siècle son chevet roman, remplacé par un chevet à trois pans.
Comme la collégiale Saint-Victor-et-Sainte-Couronne d'Ennezat, elle conserve cependant certaines des caractéristiques principales des églises majeures :
- le massif barlong,
- le clocher octogonal,
- la structure des façades latérales de la nef et du transept,
- une décoration extérieure de mosaïques de pierres volcaniques, de modillons à copeaux, de cordons de billettes,
- une décoration intérieure du transept impliquant des triplets formé de deux arcs en plein cintre entourant un arc en mitre.

### Le massif barlong
Le massif barlong  (barlong signifiant allongé transversalement) est le massif qui surmonte la croisée du transept et est couronné par le clocher. Le massif barlong auvergnat possède deux toits en appentis.
La silhouette caractéristique des églises romanes majeures de Basse-Auvergne est en bonne part due à ce massif barlong qui, dans le type complet, renforce l'élan vertical et l'étagement des volumes.

### Le clocher octogonal
Comme toutes les églises majeures, l'église Saint-Julien de Chauriat possède un clocher octogonal dont chaque face est percée de fenêtres géminées. Les fenêtres du dernier étage sont surmontées d'un cordon de billettes. Ce clocher n'est cependant pas d'époque : seules les églises de Saint-Saturnin et Orcival ont conservé leur clocher d'origine. Il fut reconstruit par l'architecte Petitgrand en 1883 en prenant comme exemple le clocher de Saint-Saturnin. 

### Les façades latérales de la nef et du transept
La structure des façades latérales de la nef et du transept est semblable à ce que l'on observe sur les églises majeures de type complet : les fenêtres des façades latérales de la nef, bordées d'un cordon de billettes, sont logées sous de grands arcs saillants appelés arcs de raidissement. 
Mais, au contraire des églises majeures de type complet, ces grands arcs ne sont pas surmontés de triplets de baies aveugles. À leur place, on trouve une grande mosaïque de pierres polychromes figurant des rosaces et des motifs géométriques, décoration qui, sur les églises majeures de type complet, n'orne normalement que le chevet. 
Toutefois, ce décor visible en façade sud fut entièrement réalisé au XIXe siècle lors de sa restauration par Aymon Mallay. Un détour par la façade nord nous permet de nous rendre compte, grâce à sa conservation sur la travée de la nef la plus à l'est, que les grands arcs étaient bien, au départ, surmontés par ce triplet d'arc caractéristique des édifices auvergnats. 
Les décors similaires ornant le pignon du transept sont également dus aux restaurations.

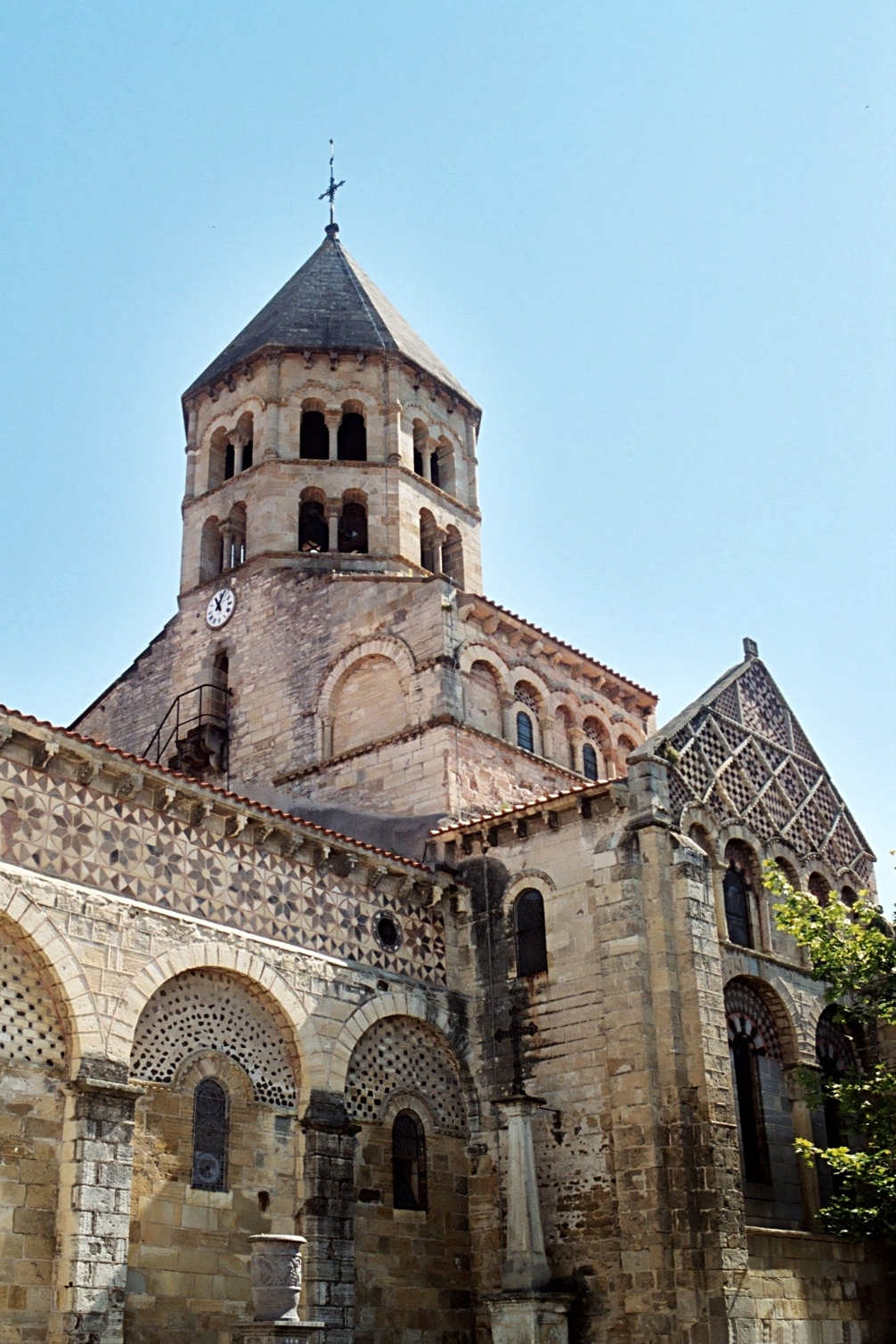
Massif barlong et clocher octogonal.
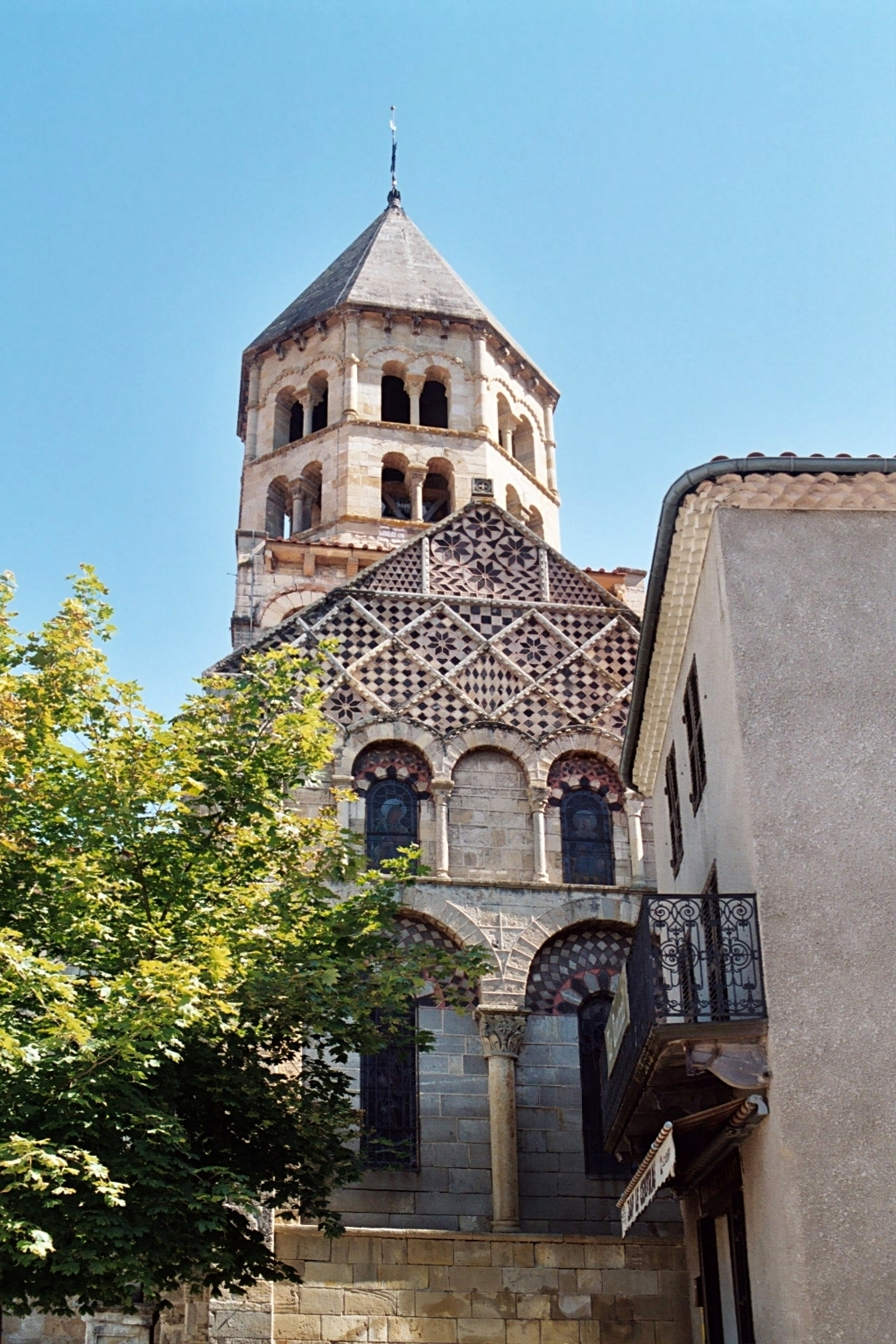
Pignon du transept et clocher octogonal.
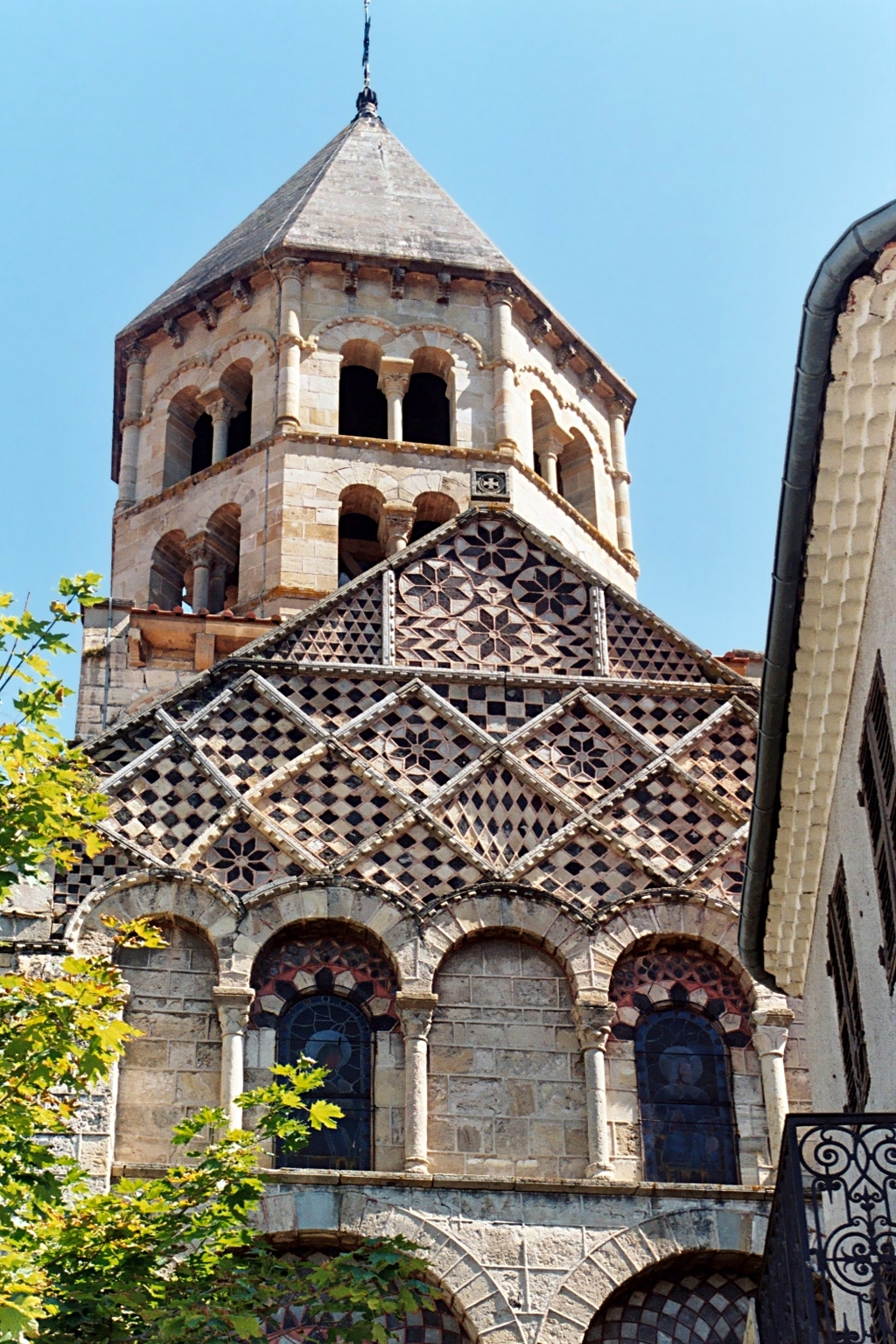
Ornements du pignon du transept.

### Intérieur
Le transept présente une décoration typique faite d'un triplet constitué d'une arcature surmontée d'un arc en mitre encadrée de deux arcatures surmontées chacune d'un arc en plein cintre.